# The Hate Lovers
The Hate Lovers és un col·lectiu de dones de Barcelona que es dediquen a diferents disciplines com el grafit, la il·lustració, el tatuatge, la fotografia i altres, vinculades amb l'street art i amb l'espai públic com a eix d'actuació i apropiació.
El col·lectiu té com a prioritat visibilitzar a altres dones artistes i realitzar treballs col·laboratius amb dones d'altres llocs del món. Consideren el seu treball en comú com un element de cohesió social, identitari, educatiu i formatiu, d'entreteniment i de relació, tenint sempre present la valorització i la visibilitat de la dona.